# Maurice Rondet-Saint
Maurice Rondet-Saint (Soisy-sous-Montmorency, 6 août 1863-Dieppe, 2 août 1937) est un ingénieur, voyageur et écrivain colonialiste français.

## Biographie
Maurice Rondet-Saint effectue son service militaire en 1884-1885. Conseiller du commerce extérieur, le ministère du Commerce le charge en 1908 d'aller inspecter les communautés françaises à l'étranger. Il part ainsi de Marseille et gagne Suez puis Aden. Il visite ensuite Ceylan et de là rejoint Singapour où sont embarqués sur le navire mille coolies chinois que l'on doit amener à Hong Kong.
Rondet-Saint visite Canton puis Shanghai et gagne le Japon. De Yokohama, il se rend à Vancouver puis San Francisco avant de joindre Manzanillo. De Colima, il arrive à Guaymas où résident quelques Français puis Santa Rosalia. 
Longeant les côtes de l'Amérique du Sud, Rondet-Saint voit ensuite Coronel, Concepcion, Lota puis, en train, arrive à Santiago et de là gagne Valparaiso. Il franchit le col de la Cumbre à 3 800 m d'altitude entre Portillo et Las Cuevas en voitures à chevaux et visite les vignobles de Mendoza. Par la pampa, il rejoint Buenos Aires. Il visite encore Montevideo, Rio de Janeiro et finit son parcours à Dakar. 
Il devient à son retour directeur de la Ligue maritime et coloniale française, organisation de propagande du colonialisme. 
Il fait partie des membres fondateurs de l'Académie de marine (1921).
Il est domicilié 9 rue de Prony à Paris.
Il meurt à 74 ans d'une crise cardiaque.

## Distinctions
- Grand officier de la Légion d'honneur (décret du 14 janvier 1937).

## Œuvres
- Rapport à M. le ministre du commerce. Voyage de circumnavigation 1908-1909, Badel, 1909
- La grande boucle. Notes et croquis de l'ancien continent et des deux Amériques, Plon, 1910 (Prix Montyon, 1910)
- L'Afrique équatoriale française, Plon, 1911
- L'avenir de la France est sur mer, préface de Paul Doumer, Plon, 1911
- Dans notre Empire noir, Plon, 1912
- Aux confins de l'Europe et de l'Asie, Plon, 1913
- En France africaine, notes et croquis d'Algérie, Tunisie, Malte et Maroc, Plon, 1914
- Choses de l'Indochine contemporaine, Plon, 1916
- Dans notre empire jaune, notes et croquis, Plon, 1917
- Les randonnées asiatiques, Plon, 1919
- Les intérêts maritimes français dans l'Amérique latine, Payot, 1920
- Randonnées transatlantiques, Plon, 1921
- Un voyage en A.O.F, notes et croquis, Guinée, Soudan, Haute-Volta, Côte d'Ivoire, Société d'études géographiques maritimes et coloniales, préface d'Albert Lebrun, 1930
- Des Antilles à Panama et à Costa-Rica, notes et croquis, Société d'études géographiques maritimes et coloniales, 1931
- Sur les routes du Cameroun et de l'A. E. F., Société d'études géographiques maritimes et coloniales, 1933
- Des fjords à Moscou par les capitales du Nord, Société d'études géographiques maritimes et coloniales, 1935